# Алиса Бурбон-Пармская (1917—2017)
Алиса Бурбон-Пармская (итал. Alice di Borbone-Parma), или Алиса Франческа Мария Луиза Пия Анна Валерия Бурбон-Пармская (итал. Alice Maria Teresa Francesca Luisa Pia Anna Valeria di Borbone-Parma; 13 ноября 1917, Вена, Австро-Венгрия — 28 марта 2017, Мадрид, Испания) — дочь принца Элии, титулярного герцога Пармы и Пьяченцы из рода Бурбонов, в замужестве — герцогиня Калабрийская и инфанта Испанская.

## Биография

Личный герб Алисы Бурбон-Пармской

Родилась в Вене в семье герцога Элии Бурбон-Пармского, титулярного герцога Пармы и Пьяченцы и эрцгерцогини Марии Анны Австрийской, герцогини Тешенской.
16 июля 1936 года вышла замуж за принца Альфонсо Мария Бурбон-Сицилийского, герцога Калабрийского, наследного принца Королевства Обеих Сицилий (испанская линия) и инфанта Испанского, старшего сына принца Карло Танкреди Бурбон-Сицилийского и Марии де лас Мерседес Испанской, принцессы Астурийской.
Считала себя наследницей престола королевства Наварра. По линии матери являлась потомком Людовика XIV, короля Франции, и инфанты Марии Тересы Испанской, через которую является потомком королей Кастилии, Арагона, Неаполя и Сицилии.
Если брак Марии Беатриче Савойской с её дядей Франческо IV Моденским будет признан незаконным, то Алиса Бурбон-Пармская, как потомок Марии Терезы Савойской, младшей сестры Марии Беатриче, могла бы считаться претенденткой на престолы Англии, Шотландии, Франции и Ирландии. Но поскольку брак Марии Беатриче и Франческо IV получил благословение Папы, претензии Алисы Бурбон-Пармской довольно слабы. Будучи потомком герцогов Брабанта, она также является прямым потомком и наследницей Стефана де Блуа, короля Англии, а через его жену Матильду Бульонскую, из рода графов Бульонских и герцогов Лотарингских, является членом Арденнского дома, к которому принадлежали герцог Готфрид I Бульонский и Балдуин I, король Иерусалима.
Овдовела в 1968 году. С тех пор носила титул вдовствующей герцогини Калабрийской, инфанты Испанской. На момент смерти жила в Испании и являлась старейшим членом Бурбон-Сицилийского дома.

## Семья
В браке Алисы Бурбон-Пармской и Альфонсо Марии Бурбон-Сицилийского родились трое детей: сын и две дочери. Она также являлась одной из самых многодетных бабушек среди королевских особ. На сегодняшний день у неё семнадцать внуков.
- Мария Тереса Бурбон-Сицилийская, инфанта Испанская (род. 1937), вышла замуж за дона Иниго Морено-и-Артеаги, маркиза де Лаула 16 апреля 1961 года в Мадриде. В этом браке родились семеро детей:
  - Родриго Морена-и-де Бурбон (род. 1962),
  - Алиса Морена-и-де Бурбон (род. 1964),
  - Альфонсо Морена-и-де Бурбон (род. 1965),
  - Беатрис Морена-и-де Бурбон (род. 1967),
  - Фернандо Морена-и-де Бурбон (1969—2011),
  - Клара Морена-и-де Бурбон (род. 1971),
  - Делия Морена-и-де Бурбон (род. 1972).
- Карло Бурбон-Сицилийский, герцог Калабрийский и инфант Испанский (1938—2015), женился на принцессе Анне Орлеанской 12 мая 1965 года в Дре. В этом браке родились пятеро детей:
  - Кристина (род. 1966),
  - Мария (род. 1967),
  - Педро (род. 1968),
  - Инеса Мария (род. 1971),
  - Виктория (род. 1976).
- Инесса Мария Бурбон-Сицилийская, инфанта Испанская (род. 1940), вышла замуж за дона Луиса Моралеса-и-Агуадо 21 января 1965 года в Мадриде. В этом браке родились пятеро детей:
  - Исабель Моралес-и-де Бурбон (1966),
  - Эухения Моралес-и-де Бурбон (1967),
  - София Моралес-и-де Бурбон (1969),
  - Мануэль Моралес-и-де Бурбон (1971),
  - Менсия Моралес-и-де Бурбон(1976).

## Награды
- — дама Благородного ордена королевы Марии Луизы.
- — дама Священного константиновского военного ордена Святого Георгия.